# Tommy Overstreet
Tommy Overstreet (Oklahoma City, Oklahoma, 10 de setembre de 1937-Hillsboro, Oregon, 2 de novembre de 2015) va ser un cantant estatunidenc de country.
Molt conegut com a T.O. pels seus fans en la ràdio, Overstreet va tenir cinc èxits en el top de singles del Billboard de country i 11 top ten. La seva millor temporada d'èxit va ser en la dècada de 1970.

## Discografia

### Àlbums
| Any  | Àlbum                                                 | US Country | Segell    |
| ---- | ----------------------------------------------------- | ---------- | --------- |
| 1971 | Gwen (Congratulations)                                | 33         | Dot       |
| 1972 | This Is Tommy Overstreet                              | 22         | Dot       |
| 1972 | Heaven Is My Woman's Love                             | 9          | Dot       |
| 1973 | My Friends Call Em T.O.                               | 23         | Dot       |
| 1974 | Woman, Your Name Is My Song                           | 41         | Dot       |
| 1975 | I'm a Believer                                        | 38         | ABC/Dot   |
| 1975 | Greatest Hits Vol. One                                | 18         | ABC/Dot   |
| 1975 | The Tommy Overstreet Xou Live from the Silver Slipper | 36         | ABC/Dot   |
| 1976 | Turn On to Tommy Overstreet                           | 46         | ABC/Dot   |
| 1977 | Vintage '77                                           | 26         | ABC/Dot   |
| 1977 | Hangin' 'Round                                        | 44         | ABC/Dot   |
| 1978 | Better Em                                             | ―          | ABC/Dot   |
| 1979 | I'll Never Let You Down                               | ―          | Elektra   |
| 1980 | The Real Tommy Overstreet                             | ―          | Elektra   |
| 1982 | The Best of Tommy Overstreet                          | ―          | Elektra   |
| 1982 | Dream Lover                                           | ―          | Intercord |
| 1983 | Good Lovin' Feelin'                                   | ―          | Intercord |

### Singles
| Any  | Single                                                            | Posició    | Posició | Posició    | Àlbum                                                 |
| Any  | Single                                                            | US Country | US      | CA Country | Àlbum                                                 |
| ---- | ----------------------------------------------------------------- | ---------- | ------- | ---------- | ----------------------------------------------------- |
| 1968 | "Every Day I Fall More in Love with You"                          | ―          | ―       | ―          | singles only                                          |
| 1969 | "Watching the Trains Go By"                                       | ―          | ―       | ―          | singles only                                          |
| 1969 | "Games People Play"                                               | ―          | ―       | ―          | singles only                                          |
| 1969 | "Rocking a Memory (That Won't Go to Sleep)"                       | 73         | ―       | ―          | singles only                                          |
| 1970 | "Painted by the Wine"                                             | ―          | ―       | ―          | singles only                                          |
| 1970 | "Good Day Sunshine"                                               | ―          | ―       | ―          | singles only                                          |
| 1971 | "If You're Looking for a Fool"                                    | 56         | ―       | ―          | Gwen (Congratulations)                                |
| 1971 | "Gwen (Congratulations)"                                          | 5          | 123     | 2          | Gwen (Congratulations)                                |
| 1971 | "I Don't Know You (Anymore)"                                      | 5          | ―       | 3          | Gwen (Congratulations)                                |
| 1972 | "Ann (Don't Go Runnin')"                                          | 2          | ―       | 1          | This Is Tommy Overstreet                              |
| 1972 | "A Seed Before the Rose"                                          | 16         | ―       | 12         | Heaven Is My Woman's Love                             |
| 1972 | "Heaven Is My Woman's Love"                                       | 3          | 102     | 3          | Heaven Is My Woman's Love                             |
| 1973 | "Send Me No Roses"                                                | 7          | ―       | 10         | My Friends Call Me T.O.                               |
| 1973 | "I'll Never Break These Chains"                                   | 7          | ―       | 10         | My Friends Call Me T.O.                               |
| 1974 | "(Jeannie Marie) You Were a Lady"                                 | 3          | ―       | 3          | Woman, Your Name Is My Song                           |
| 1974 | "If I Miss You Again Tonight"                                     | 8          | ―       | 2          | I'm a Believer                                        |
| 1975 | "I'm a Believer"                                                  | 9          | ―       | 9          | I'm a Believer                                        |
| 1975 | "That's When My Woman Begins"                                     | 6          | ―       | 4          | The Tommy Overstreet Xou Live from the Silver Slipper |
| 1975 | "From Woman to Woman"                                             | 16         | ―       | 8          | single only                                           |
| 1976 | "Here Comes That Girl Again"                                      | 15         | ―       | 23         | Turn On to Tommy Overstreet                           |
| 1976 | "Young Girl"                                                      | 29         | ―       | 37         | Turn On to Tommy Overstreet                           |
| 1977 | "If Love Was a Bottle of Wine"                                    | 11         | ―       | 12         | Vintage '77                                           |
| 1977 | "Don't Go City Girl On Me"                                        | 5          | ―       | 5          | Vintage '77                                           |
| 1977 | "This Time I'm in It for the Love"                                | 20         | ―       | ―          | Hangin' 'Round                                        |
| 1978 | "Yes Dt.'am"                                                      | 12         | ―       | 15         | Hangin' 'Round                                        |
| 1978 | "Better Em"                                                       | 20         | ―       | 34         | Better Em                                             |
| 1978 | "Fadin' In, Fadin' Out"                                           | 11         | ―       | 18         | Better Em                                             |
| 1979 | "Tears (There's Nowhere Else to Hide)" (w/ The Nashville Express) | 91         | ―       | ―          | single only                                           |
| 1979 | "Cheater's Kit"                                                   | 45         | ―       | 32         | Better Em                                             |
| 1979 | "I'll Never Let You Down"                                         | 27         | ―       | ―          | I'll Never Let You Down                               |
| 1979 | "What More Could a Man Need"                                      | 23         | ―       | ―          | The Real Tommy Overstreet                             |
| 1979 | "Fadin' Renegade"                                                 | 36         | ―       | ―          | The Real Tommy Overstreet                             |
| 1980 | "Down in the Quarter"                                             | 41         | ―       | ―          | The Real Tommy Overstreet                             |
| 1980 | "Sue"                                                             | 47         | ―       | ―          | The Best of Tommy Overstreet                          |
| 1980 | "M'and the Boys in the Band"                                      | 72         | ―       | ―          | The Best of Tommy Overstreet                          |
| 1983 | "Dream Maker"                                                     | 69         | ―       | ―          | Dream Maker                                           |
| 1983 | "Heart of Dixie"                                                  | 84         | ―       | ―          | Dream Maker                                           |
| 1984 | "I Still Love Your Body"                                          | 87         | ―       | ―          | només singles                                         |
| 1986 | "Next to You"                                                     | 74         | ―       | ―          | només singles                                         |